# Liget-patak
A Liget-patak Győr-Moson-Sopron vármegyében ered, Ágfalva délkeleti részén. A patak forrásától kezdve keleti irányban halad, végül Sopronnál eléri az Ikvát.
A Liget-patak vízgazdálkodási szempontból a Rábca és Fertő-tó Vízgyűjtő-tervezési alegység működési területét képezi.
A Liget-patak mellett található a Liget-patak menti Természetvédelmi Terület, melyet 2006-ban helyeztek védelem alá. A természetvédelmi terület 23,3223 hektár kiterjedésű. A természetvédelmi területet az Ikva-, a Liget- és a Sós-patakok által átszeldelt területen hozták létre, amely egykoron nagyobb kiterjedésű lápréteknek és mocsárréteknek adott otthont. A területet Sopron 1999-ben helyi jelentőségű természetvédelmi területté nyilvánította. A lápréten megtalálható többek közt a nyúlfarkfüves láprét (Seslerietum uliginosae), a kiszáradó kékperjés láprét (Succiso-Molinietum), az ecsetpázsitos franciaperjerét(Alopecuro-Arrhenatheretum) és a franciaperjerét(Pastinaco-Arrhenatheretum). A védett növények közül előfordul itt szibériai nőszirom (Iris sibirica), széleslevelű ujjaskosbor (Dactylorhiza majalis), lápi nyúlfarkfű (Sesleria uliginosa), magyar lednek (Lathyrus pannonicus), békakonty (Listera ovata), keskenylevelű gyapjúsás (Eriophorum angustifolium), fehér zászpa (Veratrum album), csermelyaszat (Cirsium rivulare).
A területen igen gazdag állatvilág található. A faunát több védett állat színesíti, többek közt a fokozottan védett haris (Crex crex), valamint a nagy kócsag (Egretta alba) és a fehér gólya (Ciconia ciconia) is.

## Part menti települések
- Ágfalva
- Sopron